# Cocobeach
Cocobeach es una ciudad gabonesa, capital de la Provincia de Estuaire y del Departamento de Noya.
Está ubicada en el noroeste de la provincia de Estuaire, Gabón.
En el censo de 1993, registró una población de 1.200 habitantes. El 1 de enero de 2012 se estimó una población de 2.279 habitantes.

## Historia
Cocobeach originalmente Koko-Mibitch que en lenguaje Sekian significa "Tronco". Su nombre inglés (Coco beach, playa) demuestra que la presencia europea en África es muy antigua[cita requerida]. Los portugueses fueron los primeros en navegar la costa de Gabón seguidos por España, Países Bajos, Reino Unido y Francia, los cuales lo colonizaron desde 1839.
Debido a que los europeos tenían deseos colonizadores, y las fronteras territoriales de Gabón en la Primera Guerra Mundial variaron frecuentemente, desde 1900, franceses, españoles y portugueses realizaron numerosos tratados territoriales entre sus colonias en África.

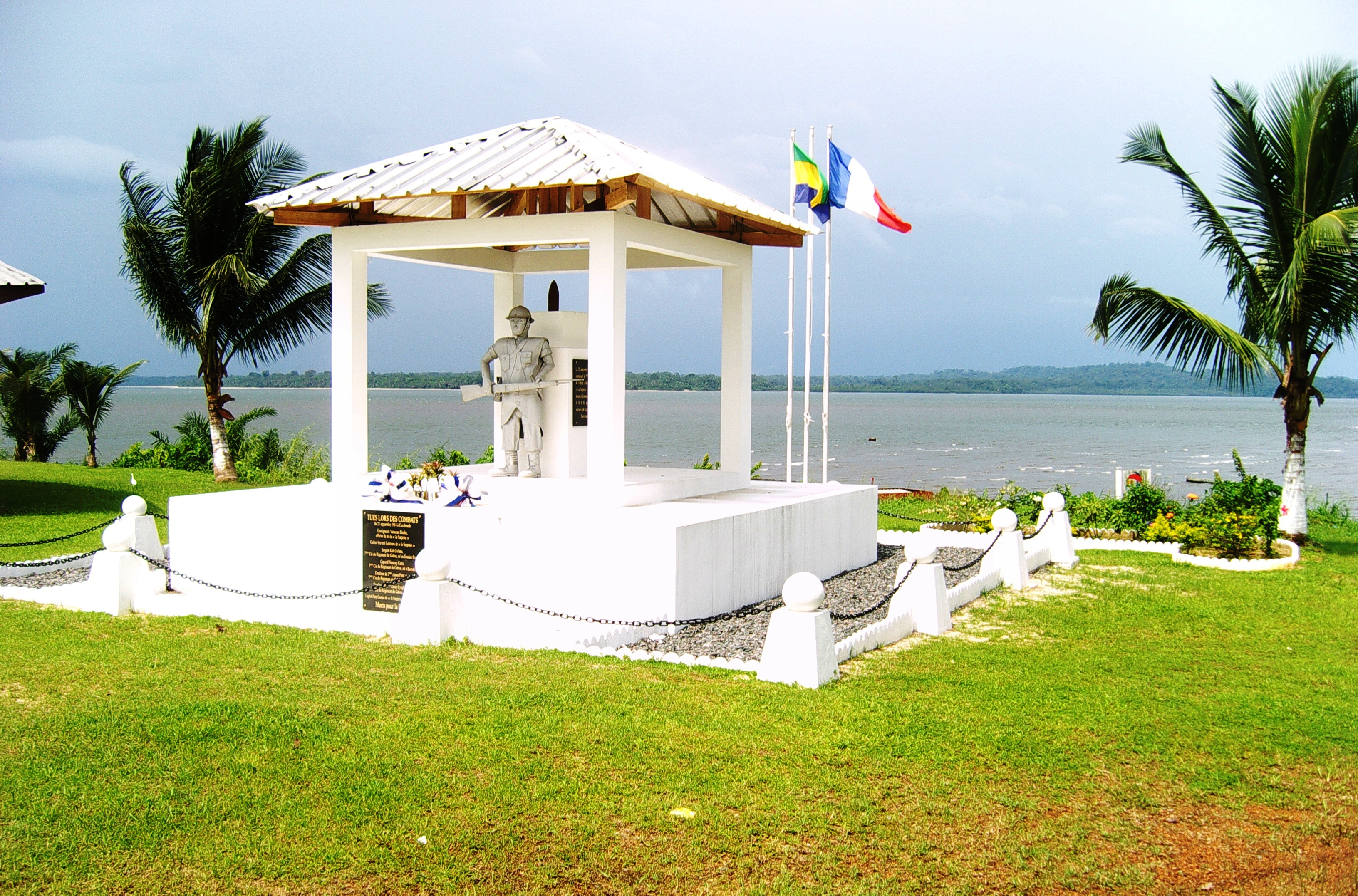
Monumento a los muertos de la batalla de Cocobeach en septiembre de 1914

El 21 de septiembre de 1914, tuvo lugar la batalla de Cocobeach entre tropas Francesas y Alemanas, a las 5:00, 250 hombres franceses desembarcaron en el lugar para atacar a las tropas alemanas atrincheradas en la ciudad. Los franceses consiguieron la victoria después de un arduo combate.
La firma de la convención de Bata en 1974 entre Omar Bongo de Gabón y Francisco Macías Nguema de Guinea Ecuatorial se establecen los límites de las dos naciones.

## Política
En 1996 Cocobeach era la capital del departamento de Noya, se dio marcha a la Ley Orgánica 15/96 del 6 de junio de 1996, sobre la descentralización urbana.
En la Asamblea Nacional, el Departamento de Noya está representado por dos miembros: Michel Menga M'Essone (Noya Muni) por el PDG y Jean angou Nguema (Ocean Mondah) por el RPG. En 2011 fueron celebradas elecciones parlamentarias, previo a lo cual, en el Senado estaba Jean-Baptiste Mintsa por el PDG.

## Economía
Su economía se basa actividades pesqueras y comerciales entre los dos países, principalmente con la ciudad de Cogo. La explotación forestal ha aumentado en los últimos años.